# Bimbo (album)
Bimbo è il secondo album del gruppo musicale polacco Virgin, pubblicato nel 2004 dall'etichetta discografica Universal Music Polonia. 
L'album ha ottenuto il disco d'oro in Polonia.

## Tracce
1. Szafa - 3:55
2. Chłopczyku Mój - 4:06
3. Dżaga - 4:05
4. Nie Zawiedź Mnie - 3:12
5. Nie Oceniać Jej - 4:36
6. Et Anima - 4:34
7. Ulica - 3:56
8. Piekarnia - 3:15
9. Okno Boże - 3:05
10. Teraz To Wiem - 3:25
11. Bar - 3:31
12. Kolejny Raz - 3:25
13. Moj "M" - 2:59